# Megalozaur
Megalozaur (Megalosaurus, „wielki jaszczur”) – rodzaj dużego teropoda z rodziny Megalosauridae żyjącego w środkowej jurze na terenie dzisiejszej Europy. Jest to pierwszy nazwany i formalnie opisany dinozaur nie należący do ptaków; rodzaj został nazwany i opisany w 1824 roku przez Williama Bucklanda na podstawie skamieniałości odkrytych w osadach formacji Taynton Limestone na terenie hrabstwa Oxfordshire (Anglia), natomiast gatunek typowy M. bucklandii – nazwany na cześć Bucklanda – opisał w 1827 roku Gideon Mantell.
W przeszłości wiele różnych, często jedynie daleko spokrewnionych dużych teropodów klasyfikowano jako gatunki należące do rodzaju Megalosaurus. W rezultacie opisano ponad 20 gatunków należących do tego rodzaju; zaliczano do tego rodzaju teropody odkryte w Europie, Afryce i obu Amerykach żyjące od późnego triasu do późnej kredy. Obecnie jednak z pewnością można zaliczyć do tego rodzaju jedynie jego gatunek typowy, tj. M. bucklandii. Benson i współpracownicy (2008) uznali, że nie można z pewnością stwierdzić, czy ten sam gatunek co lektotyp M. bucklandii (kość zębowa z zachowanymi zębami) reprezentują inne skamieniałości z jego serii oryginalnej jak też którakolwiek z później odkrytych skamieniałości przypisanych temu zwierzęciu; jednak w późniejszej publikacji Benson (2010) stwierdził, że szereg skamieniałości dużych teropodów odkrytych w osadach angielskich formacji Taynton Limestone, Chipping Norton Limestone i Sharp's Hill oraz grupy Great Oolite (m.in. kręgi, żebra, kości miednicy, kości kończyn, zęby) reprezentuje ten sam gatunek, co lektotyp M. bucklandii. M. bucklandii był dużym (ok. 9 m długości) teropodem żyjącym w batonie na terenach dzisiejszej Anglii. Liczne odkryte skamieniałości tego teropoda sugerują, że był on najliczniejszym dużym drapieżnikiem na obszarze swego występowania i prawdopodobnie znajdował się na szczycie łańcucha pokarmowego w tamtejszym ekosystemie.
Szereg innych gatunków dużych teropodów, które zostały opisane jako należące do rodzaju Megalosaurus, stało się później gatunkami typowymi odrębnych rodzajów teropodów. Dotyczy to gatunków Megalosaurus bredai (później gatunek typowy rodzaju Betasuchus), M. dunkeri (Altispinax), M. oweni (Valdoraptor), M. crenatissimus (Majungasaurus), M. bradleyi (Proceratosaurus), M. nethercombensis (Magnosaurus), M. parkeri (Metriacanthosaurus), M. saharicus (Carcharodontosaurus), M. wetherilli (Dilophosaurus) oraz M. hesperis (Duriavenator). Gatunek M. africanus jest młodszym synonimem Carcharodontosaurus saharicus. Z kolei gatunek M. superbus został przeniesiony do rodzaju Erectopus. Waldman (1974) przeniósł gatunek Sarcosaurus andrewsi do rodzaju Megalosaurus; jednak Tykoski i Rowe (2004) zaliczyli ten gatunek do kladu Ceratosauria (stwierdzając tym samym, że nie był on blisko spokrewniony z M. bucklandii), uznając go jednocześnie za nomen dubium. Dodatkowo rodzaje Torvosaurus, Poekilopleuron i Dryptosaurus były przez niektórych naukowców uznawane za młodsze synonimy rodzaju Megalosaurus – obecnie jednak są one uznawane za odrębne rodzaje. Oprócz wyżej wymienionych do rodzaju Megalosaurus zaliczano też niektóre gatunki opisane na podstawie jedynie fragmentarycznych skamieniałości uznanych za należące do dużych teropodów; w ich wypadku nie można stwierdzić, jaka była ich rzeczywista pozycja filogenetyczna, a co za tym idzie – czy rzeczywiście reprezentują ten sam rodzaj co M. bucklandii. Należą do nich:
- M. cloacinus Quenstedt, 1858. Znany jedynie z pojedynczego zęba SMNS 52457 pochodzącego z retyku lub wczesnego hettangu Niemiec (Badenia-Wirtembergia)[9]. Rauhut i Hungerbühler (2000) nie zajęli się kwestią jego pozycji filogenetycznej; stwierdzili bowiem, że zęby teropodów nie różnią się znacząco od zębów innych triasowych archozaurów, w związku z czym nie można z pewnością stwierdzić, że triasowe taksony znane wyłącznie z zębów były przedstawicielami teropodów[10]. Weishampel i współpracownicy (2004) oraz Carrano, Benson i Sampson (2012) sklasyfikowali go jednak jako teropoda o niepewnej pozycji filogenetycznej[11][9]. Roemer (1870) opisał pojedynczy ząb odkryty Lubszy koło Woźnik, uznając go za należący do przedstawiciela gatunku M. cloacinus[12]; ząb ten mógł należeć do archozaura z grupy fitozaurów[13].
- M. terquemi Gervais, 1859. Opisany na podstawie trzech zębów pochodzących z hettangu Francji (departament Mozela). Buffetaut, Cuny i Loeuff (1991) stwierdzili, że zwierzę to mogło w ogóle nie należeć do teropodów, lecz do fitozaurów[14]. Jeśli zwierzę to faktycznie było fitozaurem i jeśli obecność jego skamieniałości w osadach z hettangu nie jest rezultatem redepozycji, to jego odkrycie dowodziłoby przetrwania fitozaurów do wczesnej jury. Weishampel i współpracownicy (2004) sklasyfikowali M. terquemi jako teropoda o niepewnej pozycji filogenetycznej[11]; Holtz, Molnar i Currie (2004) uznali go za nomen dubium[15]. Carrano, Benson i Sampson (2012) podejrzewają, że zęby te mogły zostać zniszczone w czasie II wojny światowej, kiedy zbombardowane zostało muzeum, w którym były przechowane (ich zniszczenie nie jest jednak potwierdzone). Autorzy ograniczają się do uznania zębów za należące do archozaurów o niepewnej pozycji filogenetycznej[9].
- M. meriani Greppin, 1870. Jego holotypem jest pojedynczy ząb odkryty w osadach z kimerydu w Szwajcarii[11]. George Olshevsky (2000) zaliczył ten gatunek do rodzaju Ceratosaurus[16], natomiast Weishampel i współpracownicy (2004) sklasyfikowali go jako przedstawiciela kladu Tetanurae o niepewnej pozycji filogenetycznej[11]. Holtz, Molnar i Currie (2004) uznali go za nomen dubium[15]
- M. insignis Eudes-Delongchamps, 1870. Znany z zębów i nielicznych kości szkieletu pozaczaszkowego, głównie kręgów, pochodzących z kimerydu Anglii (Wiltshire), oksfordu, kimerydu i tytonu Francji (Jura, Sekwana Nadmorska, Pas-de-Calais) oraz oksfordu, kimerydu i tytonu Portugalii (dystrykty Leiria i Lizbona)[15]; nie jest jednak pewne, czy wszystkie przypisywane mu skamieniałości rzeczywiście reprezentują ten sam gatunek. Holtz, Molnar i Currie (2004) uznali go za nomen dubium[15]; Weishampel i współpracownicy (2004) ograniczyli się do sklasyfikowania go jako teropoda o niepewnej pozycji filogenetycznej[11].
- M. obtusus Henry, 1876. Znany jedynie z zębów pochodzących z retyku Francji (departament Jura). Rauhut i Hungerbühler (2000) nie zajęli się kwestią jego pozycji filogenetycznej z tego samego powodu, dla którego nie zajęli się kwestią pozycji filogenetycznej M. cloacinus[10]; Weishampel i współpracownicy (2004) stwierdzili, że można go nawet z pewnością zaliczyć do teropodów[11]. Także Carrano i współpracownicy (2012) mogli tylko stwierdzić, że był on teropodem o niepewnej pozycji filogenetycznej lub przedstawicielem innej grupy drapieżnych archozaurów[9].
- M. pannoniensis Seeley, 1881. Holotypem są dwa zęby odkryte w kampańskich osadach formacji Gosau w Austrii; być może do zwierząt z tego gatunku należą trzy zęby i trzy kości palców kończyn przednich odkryte w osadach z kampanu lub mastrychtu w Portugalii. Holtz, Molnar i Currie (2004) uznali go za nomen dubium[15]; Weishampel i współpracownicy (2004) sklasyfikowali go jako teropoda o niepewnej pozycji filogenetycznej[11].
- M. cambrensis (Newton, 1899), opisany pod nazwą Zanclodon cambrensis. Opisany na podstawie naturalnego odlewu kości zębowej i zębów odkrytego w osadach z retyku w Walii. Rauhut i Hungerbühler (2000) nie znaleźli dowodów na jego bliskie pokrewieństwo z M. bucklandii; autorzy zauważyli, że jego odciśnięte kości wykazują podobieństwa do bazalnych teropodów z rodzajów Liliensternus i Dilophosaurus, ostatecznie jednak ograniczyli się do sklasyfikowania go jako teropoda o niepewnej pozycji filogenetycznej, uznając go jednocześnie za nomen dubium[10]. Naish i Martill (2007) oraz Benson (2010), nie przesądzając ostatecznie o pozycji filogenetycznej tego gatunku, uznali, że najprawdopodobniej był on przedstawicielem nadrodziny Coelophysoidea lub jej bliskim krewnym[17][18]. Według Carrano i współpracowników (2012) budowa okazu holotypowego M. cambrensis wskazuje, że był on bazalnym teropodem nienależącym do kladu Averostra lub przedstawicielem innej grupy drapieżnych archozaurów[9].
- M. hungaricus Nopcsa, 1902. Opisany na podstawie dwóch zębów (obecnie zaginionych), odkrytych osadach późnokredowych (wczesny kampan?[11]) na terenie Siedmiogrodu (dzisiejsza Rumunia). Holtz, Molnar i Currie (2004) uznali go za nomen dubium[15]; Weishampel i współpracownicy (2004) sklasyfikowali go jako przedstawiciela kladu Tetanurae o niepewnej pozycji filogenetycznej[11].
- M. lonzeensis Dollo, 1903. Opisany na podstawie pojedynczej kości palca stopy[15], odkrytej w osadach z santonu na terenie Prowincji Namur w Belgii[11]. Holtz, Molnar i Currie (2004) uznali go za nomen dubium[15]; Weishampel i współpracownicy (2004) sklasyfikowali go jako teropoda o niepewnej pozycji filogenetycznej[11].
- M. ingens Janensch, 1920. Pierwotnie przedstawicielom tego gatunku przypisano kilkadziesiąt zębów odkrytych w osadach z kimerydu w Tendaguru w Tanzanii[11]; Rauhut (2011) stwierdził jednak, że poza holotypem (zębem MB R 1050) przedstawicielom tego gatunku można przypisać jedynie trzy inne kompletne zęby i siedem koron zębów z Tendaguru[19]. Gregory S. Paul (1988) zaliczył ten gatunek do rodzaju Ceratosaurus[6], natomiast Weishampel i współpracownicy (2004) sklasyfikowali go jako teropoda o niepewnej pozycji filogenetycznej[11]. Zdaniem Rauhuta (2011) budowa zębów M. ingens dowodzi jego przynależności do kladu Allosauroidea; zęby te wykazują pewne podobieństwo do zębów karcharodontozaurów, lecz nie można jednoznacznie potwierdzić przynależności tego teropoda do tej rodziny[19]. Holtz, Molnar i Currie (2004) oraz Rauhut (2011) uznali go za nomen dubium[15][19].
- M. lydekkeri von Huene, 1926. Holotypem jest pojedynczy ząb odkryty w osadach z synemuru na terenie hrabstwa Dorset w Anglii[11]. Friedrich von Huene w 1932 roku przeniósł ten gatunek do rodzaju Magnosaurus[20]; Weishampel i współpracownicy (2004) sklasyfikowali go jako teropoda o niepewnej pozycji filogenetycznej[11]. Holtz, Molnar i Currie (2004) uznali go za nomen dubium[15].
- M. mersensis Lapparent 1955. Znany jedynie z kręgów pochodzących z późnego batonu Maroka. Weishampel i współpracownicy (2004) wskazali, że zwierzę to mogło w ogóle nie należeć do teropodów, lecz być krokodylomorfem z rodziny Teleosauridae[11]; także według Rauhuta i Lopez-Arbarello (2008) M. mersensis najprawdopodobniej był krokodylomorfem z kladu Thalattosuchia[21]. Również Carrano, Benson i Sampson (2012) uznali za prawdopodobne, że M. mersensis należał do Teleosauridae[9].
- M. pombali Lapparent i Zbyszewski, 1957. Znany z kilku kręgów i trzech zębów pochodzących z późnego kimerydu i tytonu Portugalii (dystrykty Leiria i Lizbona)[11]; nie jest pewne, czy wszystkie przypisywane mu skamieniałości rzeczywiście reprezentują ten sam gatunek. Holtz, Molnar i Currie (2004) uznali go za nomen dubium[15]; Weishampel i współpracownicy (2004) ograniczyli się do sklasyfikowania go jako teropoda o niepewnej pozycji filogenetycznej[11].
- M. inexpectatus Corro, 1966. Teropod żyjący w albie lub cenomanie, opisany na podstawie zębów odkrytych w osadach formacji Cerro Barcino w argentyńskiej prowincji Chubut razem ze skamieniałościami czubutizaura[9]. Weishampel i współpracownicy (2004) sklasyfikowali go jako przedstawiciela kladu Tetanurae o niepewnej pozycji filogenetycznej[11]; Holtz, Molnar i Currie (2004) uznali go za nomen dubium[15]. Według Carrano, Bensona i Sampsona (2012) okaz holotypowy wykazuje podobieństwo do zębów karcharodontozaurów[9].
- M. chubutensis. Corro, 1974. Żyjący w cenomanie teropod opisany na podstawie pojedynczego zęba odkrytego w osadach formacji Castillo w argentyńskiej prowincji Chubut[9]. Weishampel i współpracownicy (2004) sklasyfikowali go jako przedstawiciela kladu Tetanurae o niepewnej pozycji filogenetycznej[11]; Holtz, Molnar i Currie (2004) uznali go za nomen dubium[15]. Według Carrano i współpracowników (2012) ząb M. chubutensis wykazuje podobieństwo do zębów abelizaurów[9].